# Phorcidella basalis
Phorcidella basalis là một loài ruồi trong họ Tachinidae.